# Nio ES8
Nio ES8 — электромобиль-кроссовер производства компании NIO, запущенный в производство в июне 2018 года.

## Первое поколение
Автомобиль Nio ES8 впервые был представлен в декабре 2017 года. Производство началось в июне 2018 года. Испытания проходили в Якэши, Внутренней Монголии, Китае и Австралии. Компания Nio сотрудничает с Bosch.

### Технические характеристики
Nio ES8 питается от литий-ионного аккумулятора мощностью 70—84 кВт·ч. Кузов и шасси сделаны из алюминия на 96,4%.

### Рестайлинг
В марте 2020 года автомобиль Nio ES8 прошёл рестайлинг. Разгон до 100 км/ч составляет 4,9 сек. Запас хода по циклу NEDC составляет 580 км. С 30 сентября 2021 года автомобиль продаётся в Норвегии.

### Галерея

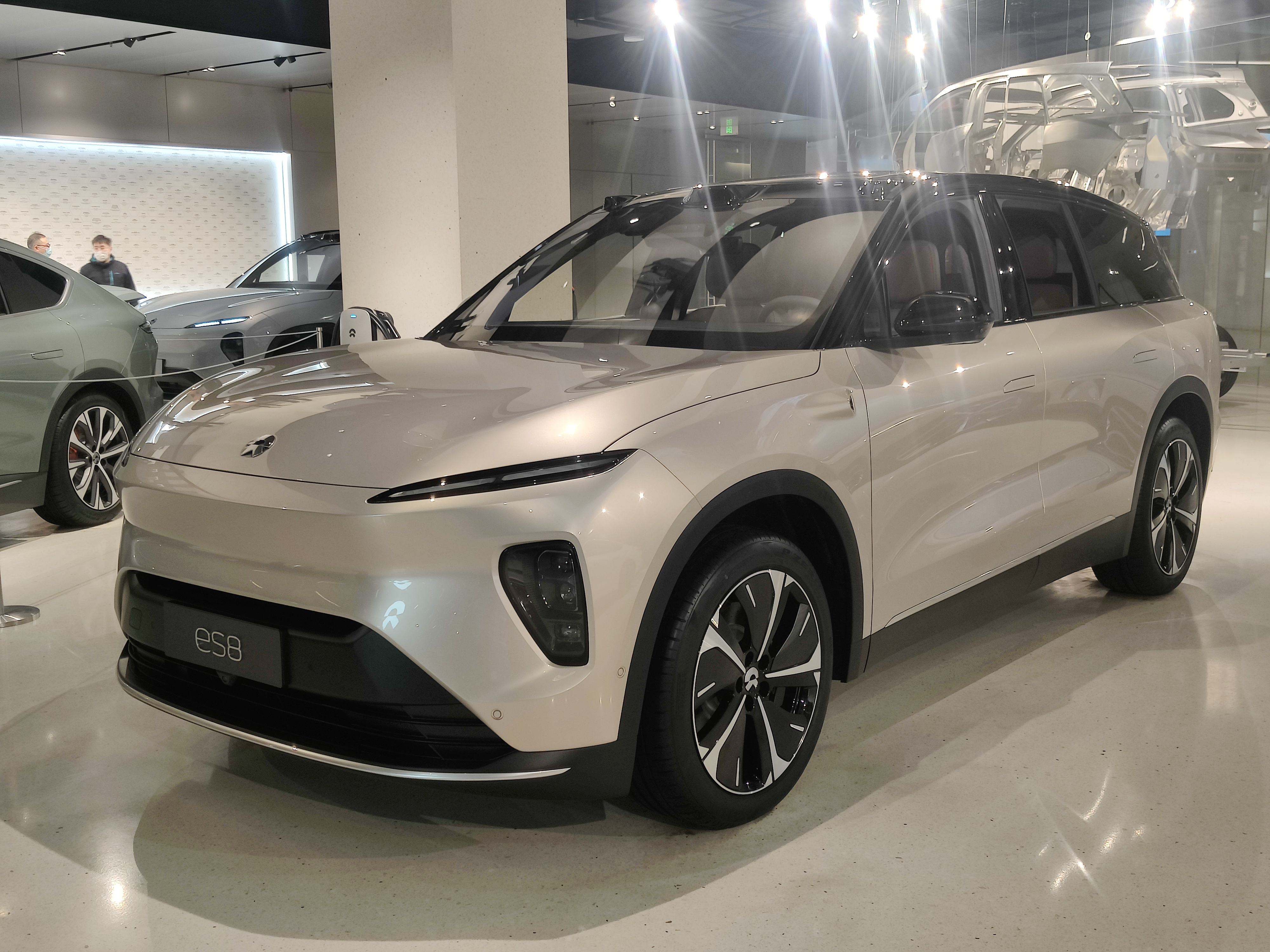
Вид спереди
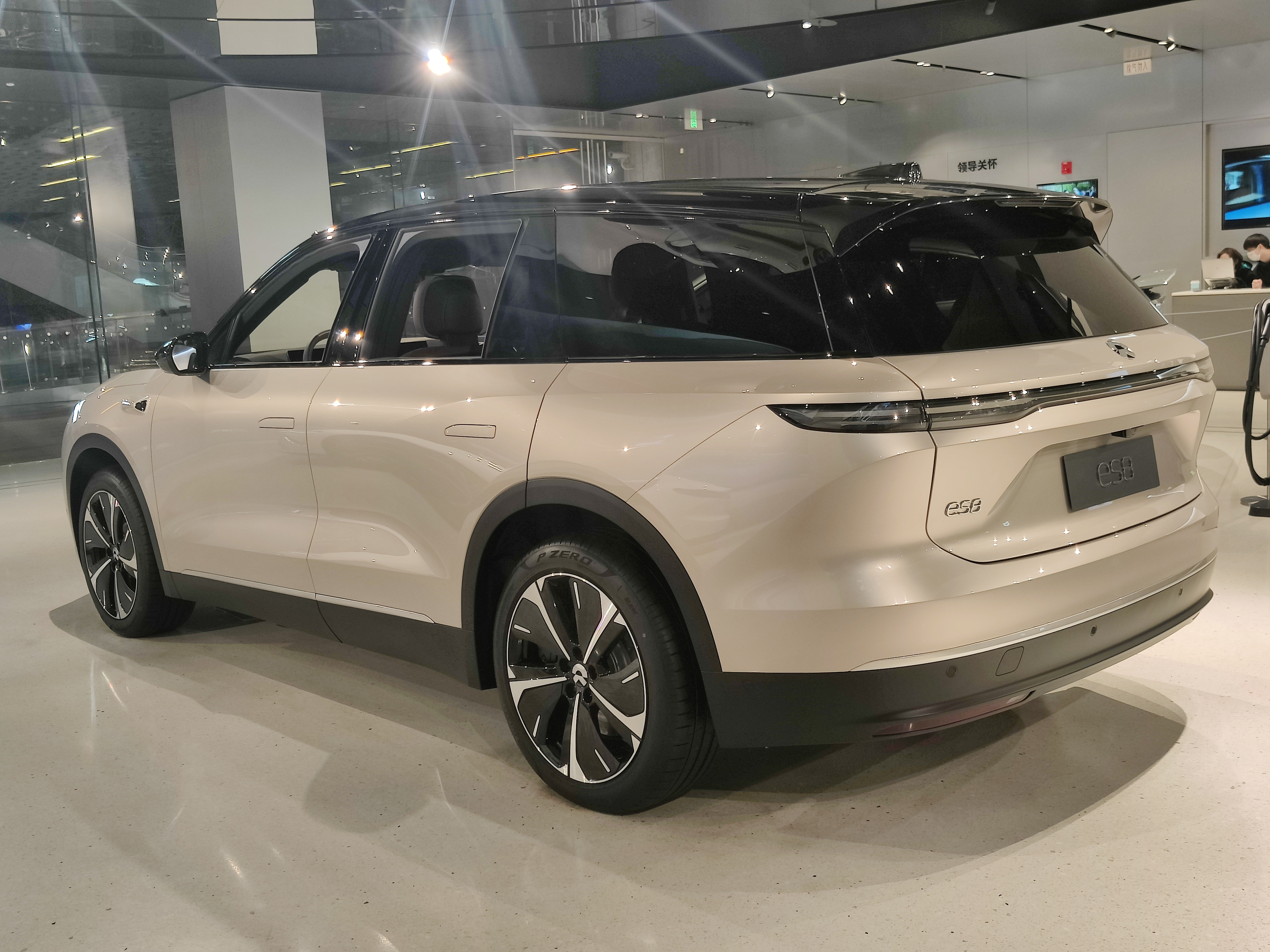
Вид сзади

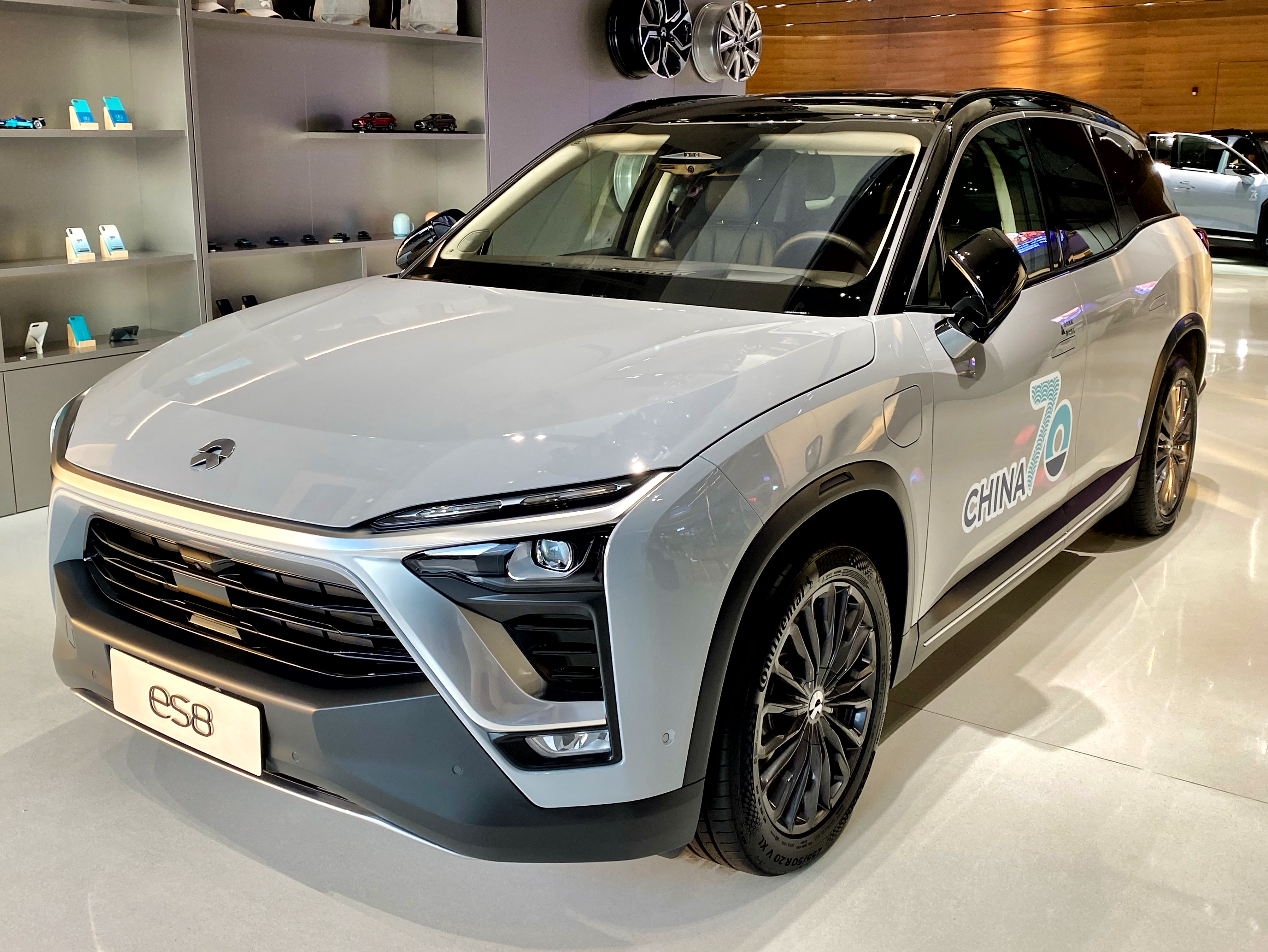
2019 NIO ES8
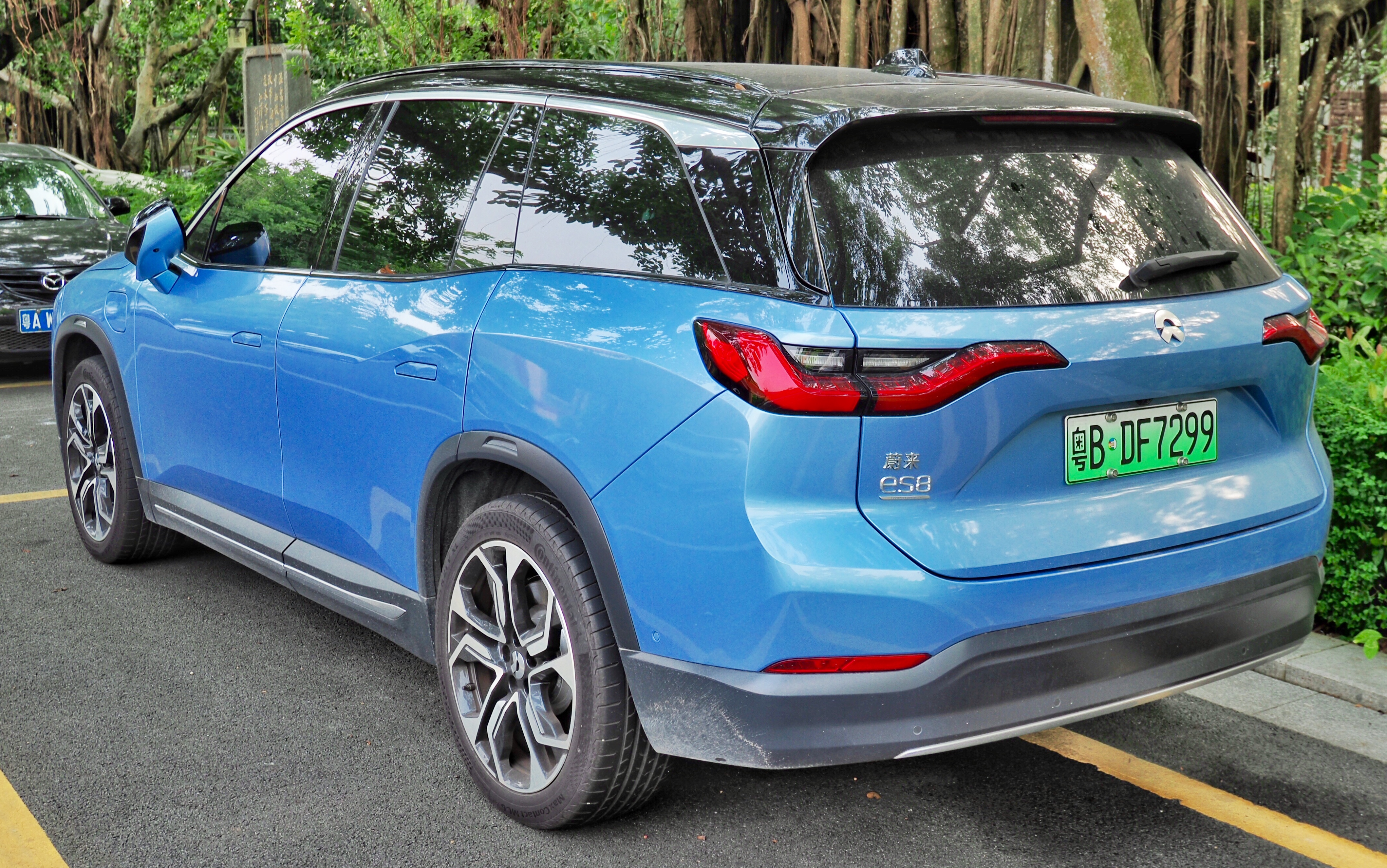
2018 NIO ES8
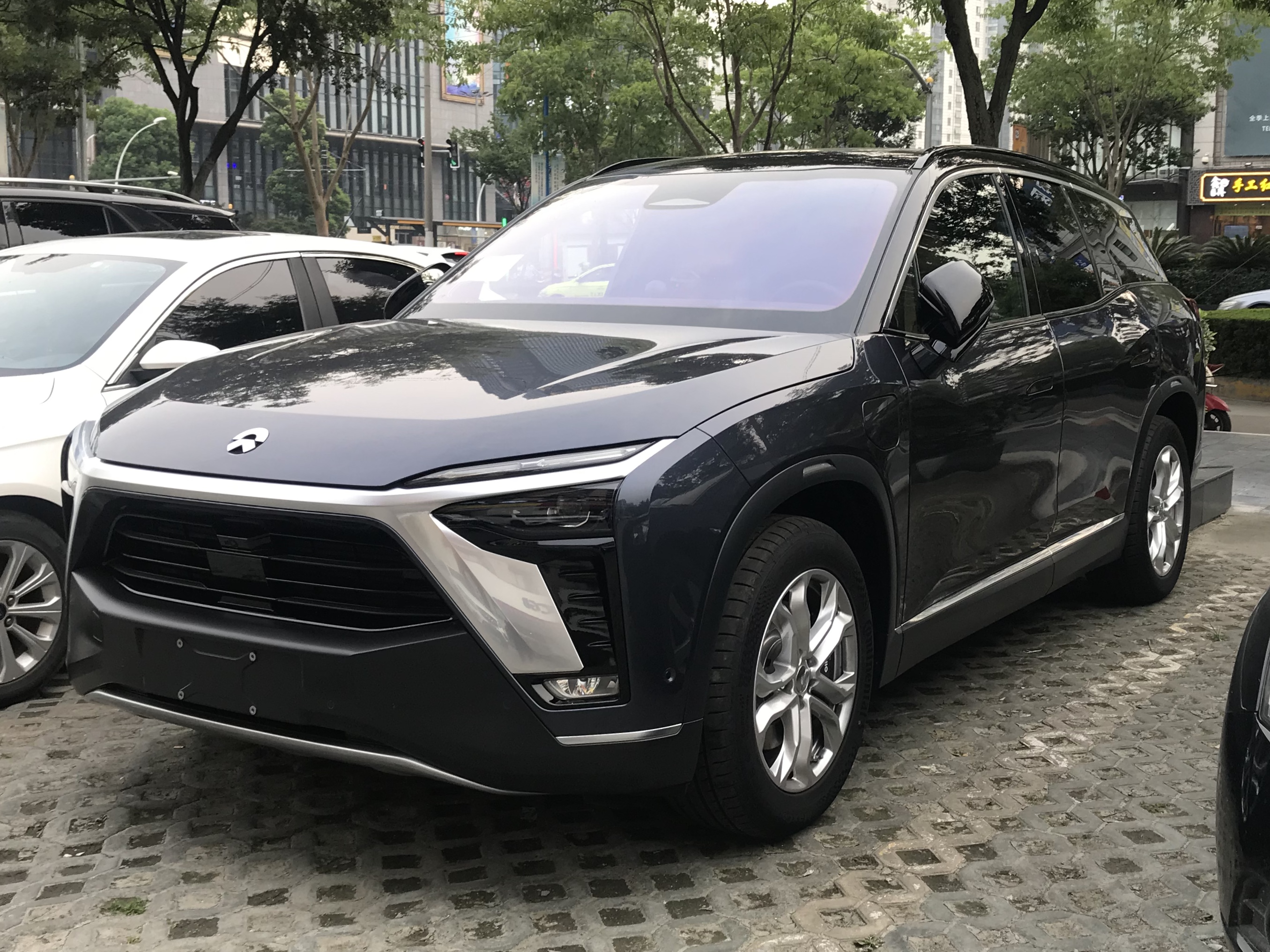
Рестайлинг

## Второе поколение
Второе поколение Nio ES8 было представлено в декабре 2022 года на платформе NT2.0. Автомобиль оснащён передним электродвигателем мощностью 180 кВт и задним мощностью 300 кВт и крутящим моментом 850 Н·м. Разгон до 100 км/ч составляет 4,1 сек. Запас хода по циклу CLTC составляет 465—900 км в зависимости от напряжения аккумулятора.

### Галерея
- Вид спереди
- Вид сзади